# Comuna Prîluțke, Kiverți
Prîluțke (în ucraineană Прилуцьке) este o comună în raionul Kiverți, regiunea Volînia, Ucraina, formată din satele Dacine, Jabka, Prîluțke (reședința) și Sapohove.

## Demografie
Componența lingvistică a satului Prîluțke
     Ucraineană (98,55%)
     Rusă (1,38%)
     Alte limbi (0,07%)
Conform recensământului din 2001, majoritatea populației satului Prîluțke era vorbitoare de ucraineană (98,55%), existând în minoritate și vorbitori de rusă (1,38%).